# Never Not Together
Never Not Together è il nono album in studio del gruppo musicale statunitense Nada Surf, pubblicato nel 2020.

## Tracce
1. So Much Love – 4:02
2. Come Get Me – 4:52
3. Live Learn and Forget – 4:22
4. Just Wait – 3:58
5. Something I Should Do – 4:32
6. Looking for You – 5:52
7. Crowded Star – 4:36
8. Mathilda – 6:10
9. Ride in the Unknown – 4:00